# Fritz Köpcke
Fritz Köpcke (Peine, 1914. október 6. – 1990. október 15.) német nemzetközi labdarúgó-játékvezető.

## Pályafutása

### Nemzeti játékvezetés
Korábbi FIFA játékvezető, Klaus Scheurell volt az apósa. 1946-ban alapító tagja a második világháború utáni SG Wusterhausen/Dosseco-nak, 1952-ben lett az GDR I. Liga játékvezetője. Az aktív nemzeti játékvezetéstől 1967-ben vonult vissza. Első ligás mérkőzéseinek száma: 162.

#### Nemzeti kupamérkőzések
Vezetett Kupa-döntők száma: 3.

##### NDK Kupa
| Időpont              | Helyszín                        | Mérkőzés típusa | Mérkőzés                                      | Eredmény | Nézők száma |
| -------------------- | ------------------------------- | --------------- | --------------------------------------------- | -------- | ----------- |
| 1952. szeptember 14. | Normannenstraße Stadion, Berlin | döntő           | SG Volkspolizei Dresden–Einheit Pankow Berlin | 3 : 0    | 18 000      |
| 1956. december 16.   | Ernst Grube Stadion, Magdeburg  | döntő           | SC Chemie Halle-Leuna–ZASK Vorwärts Berlin    | 2 : 1    | 25 000      |
| 1966. április 30.    | Müllerwiese Stadion, Bautzen    | döntő           | BSG Chemie Leipzig–BSG Lokomotive Stendal     | 1 : 0    | 15 000      |

### Nemzetközi játékvezetés
A NDK Labdarúgó-szövetség Játékvezető Bizottsága (JB) terjesztette fel nemzetközi játékvezetőnek, a Nemzetközi Labdarúgó-szövetség (FIFA) 1955-től tartotta nyilván bírói keretében. Több nemzetek közötti válogatott és klubmérkőzést vezetett, vagy működő társának partbíróként segített. Az NDK nemzetközi játékvezetők rangsorában, a világbajnokság-Európa-bajnokság sorrendjében a 10. helyet foglalja el 1 találkozó szolgálatával.
Az aktív nemzetközi játékvezetéstől 1967-ben  búcsúzott. Nemzetközi kupatalálkozóinak száma: 6. Válogatott mérkőzéseinek száma: 3.

#### Világbajnokság
A világbajnoki döntőhöz vezető úton Angliába a VIII., az 1966-os labdarúgó-világbajnokságra a FIFA JB bíróként alkalmazta.
| Időpont         | Helyszín                       | Mérkőzés típusa           | Mérkőzés              | Eredmény | Nézők száma |
| --------------- | ------------------------------ | ------------------------- | --------------------- | -------- | ----------- |
| 1965. május 30. | Augusztus 23 Stadion, Bukarest | előselejtező (4. csoport) | Románia–Csehszlovákia | 1 : 0    | 80 000      |

#### Nemzetközi kupamérkőzések

##### Vásárvárosok kupája
| Időpont           | Helyszín                   | Mérkőzés típusa               | Mérkőzés                          | Eredmény |
| ----------------- | -------------------------- | ----------------------------- | --------------------------------- | -------- |
| 1964. november 4. | Üllői úti Stadion Budapest | második forduló (2. mérkőzés) | Ferencvárosi TC–Wiener Sport-Club | 2 : 1    |

## Sportvezetőként
Az aktív pályafutását követően a DFV JB elnöke lett.

## Statisztika

### Nemzetközi válogatott mérkőzései
| #  | Dátum           | Helyszín                             | Hazai         | Eredmény | Vendég        | Kiírás       | Gólok | Esemény |
| -- | --------------- | ------------------------------------ | ------------- | -------- | ------------- | ------------ | ----- | ------- |
| 1. | 1963. május 1.  | Kassa, Štadión na Solovjevovej ulici | Csehszlovákia | 1 – 2    | Bulgária      | barátságos   | -     |         |
| 2. | 1965. május 20. | Moszkva, Központi Lenin Stadion      | Szovjetunió   | 1 – 0    | Uruguay       | barátságos   | -     |         |
| 3. | 1965. május 30. | Bukarest, Augusztus 23. Stadion      | Románia       | 1 – 0    | Csehszlovákia | vb-selejtező | -     |         |
|    | Összesen        |                                      |               | 3        | mérkőzés      |              |       |         |